# Size Isn't Everything
Albums de Bee Gees
High Civilization
(1991) Still Waters
(1997)
Size Isn't Everything est le vingtième album studio des Bee Gees, sorti en 1993. L'album est considéré par la presse anglaise comme le meilleur du groupe depuis Saturday Night Fever.[réf. nécessaire] Le single For Whom the Bell Tolls se classe à la 4e place des charts britanniques à l'automne 1993. À Noter, la présence de Steve Howe à la guitare acoustique sur une chanson et Slash aussi à la guitare.

## Titres
Toutes les chansons sont de Barry, Robin et Maurice Gibb.
1. Paying the Price of Love – 4:12
2. Kiss of Life – 4:14
3. How to Fall in Love, Part 1 – 5:59
4. Omega Man – 3:59
5. Haunted House – 5:44
6. Heart Like Mine – 4:41
7. Anything for You – 4:36
8. Blue Island – 3:15
9. Above and Beyond – 4:27
10. For Whom the Bell Tolls – 5:06
11. Fallen Angel – 4:30
12. Decadence – 4:31

## Musiciens
Bee Gees
- Barry Gibb : chant, guitare
- Robin Gibb : chant
- Maurice Gibb : chant, claviers, guitare

Musiciens invités
- Alan Kendall : guitare solo
- Tim Cansfield : guitare solo
- Steve Howe : guitare acoustique sur Haunted House (non crédité)
- Slash : guitare (non crédité)
- George Chocolate Perry : basse
- Tim Moore : claviers, synthétiseurs, programmation
- Gustav Lezcano : harmonica sur "Blue Island"
- Ed Calle (en) : saxophone
- Luís Jardim (en) : percussions
- Trevor Murrell : batterie